# Кастро Гонсалес, Хосе Антонио
Хосе Антонио Кастро (исп. José Antonio Castro González; род. 11 августа 1980, Мехико) — мексиканский футболист, левый защитник, известный по выступлениям за клубы «Америка», «УАНЛ Тигрес» и сборную Мексики. Участник чемпионата мира 2006 года.

## Клубная карьера
Кастро — воспитанник футбольной академии столичной «Америка». За основную команду он дебютировал в сезоне 2000/01 в поединке против «Леона». В первых двух сезонах, Хосе Антонио получал немного игрового времени и полноценным игроком стартового состава стал только в 2002 году. Он демонстрировал отличную форму в матчах чемпионата сезона 2002 и помог «Америке» выиграть чемпионат. Сезон Клаусуры 2005 вновь стал для Кастро успешным, причём он и Гильермо Очоа приняли участие во всех матчах чемпионата. В сезоне Клаусуры 2008 после ухода из клуба Даулио Давино, Хосе Антонио был выбран вице-капитаном, а его партнёр Херман Вилья стал капитаном команды. Сезон выдался неудачный и защитник был выставлен на трансфер, но желающих платить завышенную сумму не нашлось, поэтому Кастро перешёл в «УАНЛ Тигрес» на правах аренды. 18 января 2009 года в матче против «Пачуки» Кастро дебютировал за новый клуб. 15 марта того же года в поединке против «Индиос» Хосе Антонио забил свой первый гол за «тигров».
В конце 2010 года он принял решение покинуть клуб и принял приглашение «Некаксы». 8 января 2011 года в матче против «Хагуарес Чьяпас» Хосе Антонио дебютирует в новом клубе. Кастро нечасто выходил на поле, поэтому решил сменить команду в конце 2011 года. Новым клубом защитника стал «Эстудиантес Текос», но и там он провёл лишь 11 матчей, и уже конце сезона перебрался в «Сан-Луис». 22 июля 2012 года в поединке против «Сантос Лагуна» Кастро дебютировал в новом клубе.
В начале 2013 года Хосе Антонио перешёл в «Атланте». 6 января в матче против «Пачуки» он дебютировал за новую команду. За клуб Кастро сыграл всего 4 матча. В 2014 году он присоединился к «Атлетико Сан-Луис», но так и не дебютировав за команду, принял решение завершить карьеру.

## Международная карьера
4 февраля 2003 года в товарищеском матче против сборной Аргентины, Кастро дебютировал за сборную Мексики. В 2006 году Кастро принял участие в чемпионате мира в Германии. На турнире он сыграл в матчах против сборных Португалии и Аргентины. В 2007 году Кастро завоевал серебряные медали Золотого кубка КОНКАКАФ. На турнире он сыграл в матче против сборной Кубы.
В том же году Хосе занял третье место на Кубке Америки в Венесуэле. На турнире он сыграл в матчах против команд Бразилии и Чили.
В 2009 году Кастро выиграл Золотой кубок КОНКАКАФ. На турнире он сыграл в матчах против сборных Коста-Рики, Никарагуа, Панамы, Гваделупы, Гаити и США. В поединке против американцев Хосе забил свой первый гол за национальную команду.
15 октября 2009 года он сыграл свой последний матч национальную команду, против сборной Тринидада и Тобаго в рамках отборочного турнира чемпионата мира 2010 года.

### Голы за сборную Мексики
| #  | Дата         | Место                                | Противник | Счёт | Результат | Соревнование                |
| -- | ------------ | ------------------------------------ | --------- | ---- | --------- | --------------------------- |
| 1. | 26 июля 2009 | Джайентс Стэдиум, Ист-Ратерфорд, США | США       | 4:0  | 5:0       | Золотой кубок КОНКАКАФ 2009 |

## Достижения
Командные
- Чемпион Мексики (2): Лето 2002, Клаусура 2005
- Обладатель трофея Чемпион чемпионов Мексики (1): 2005
- Обладатель Кубка гигантов (1): 2001
- Победитель Лиги чемпионов КОНКАКАФ (1): 2006
- Обладатель Золотого кубка КОНКАКАФ (1): 2009
- Бронзовый призёр Золотого кубка КОНКАКАФ (1): 2007

Индивидуальные
- Лучший крайний защитник — Апертура 2005